# Iwanna Blaschkewytsch

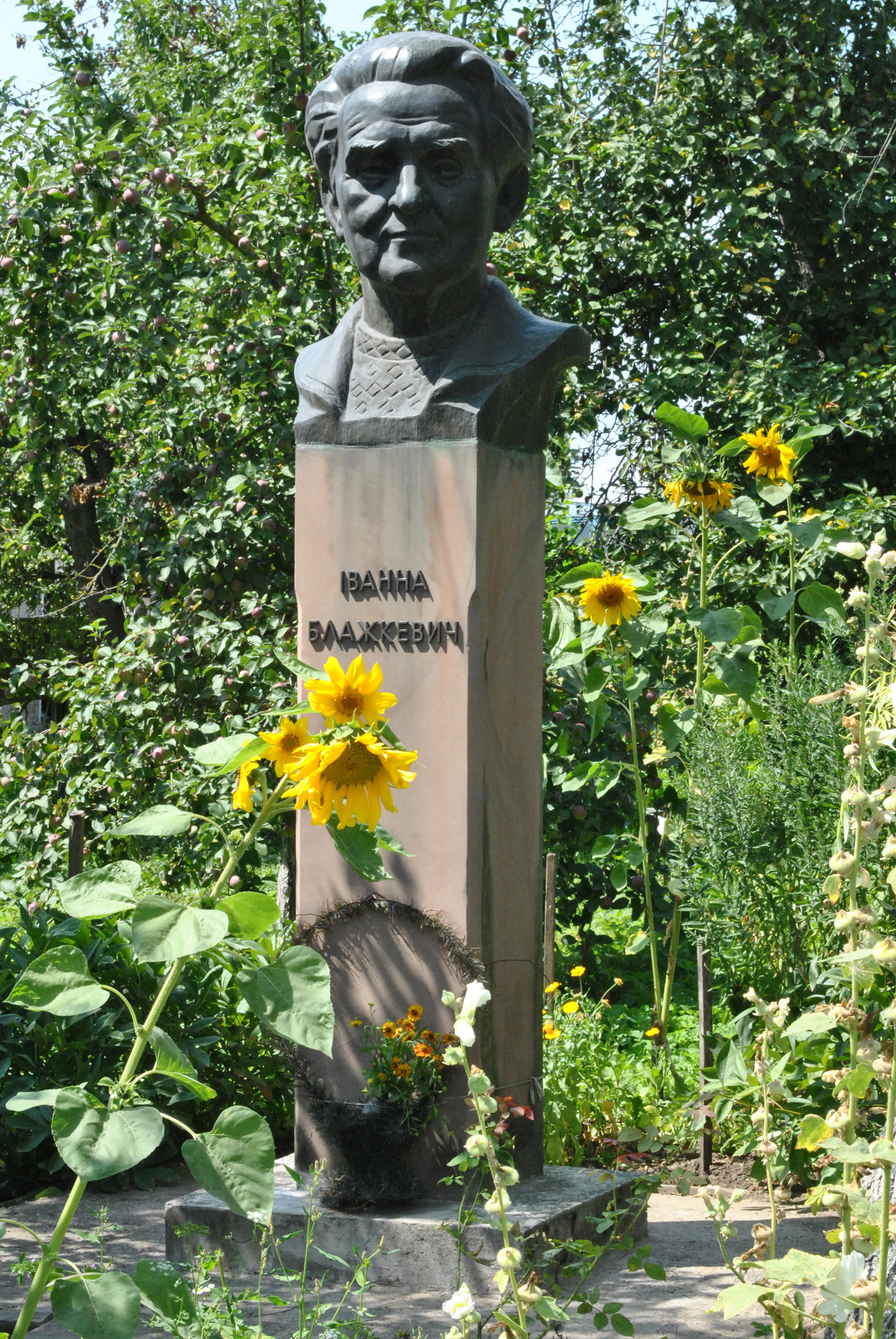
Büste von Iwanna Blaschkewytsch in Denyssiw

Iwanna Omeljaniwna Blaschkewytsch (ukrainisch Іванна Омелянівна Блажкевич; * 9. Oktober 1886 in Denyssiw, Galizien, heutige Oblast Ternopil; † 11. März 1977 ebenda) war eine ukrainisch-sowjetische Schriftstellerin, Lehrerin und Aktivistin.

## Biografie
Sie besuchte die Grundschule in Denyssiw und dann die Schule in Ternopil. 1910 legte sie die Prüfungen für das Lehrerdiplom an der Fakultät für Pädagogik der Universität Lwiw ab. Seitdem arbeitete sie als Lehrerin und Erzieherin in den heutigen Regionen Iwano-Frankiwsk und Ternopil. Sie engagierte sich gegen den Analphabetismus in Dörfern und ermutigte Frauen, sich in allen Bereichen der Gemeindeangelegenheiten zu engagieren. Sie glaubte, dass Frauen ein integraler Bestandteil des nationalen politischen Wiedererwachens seien. Ihre Gedichte, Kurzgeschichten und journalistischen Artikel wurden in galizischen Zeitungen und Magazinen veröffentlicht. Ihre kreative Tätigkeit und soziale Arbeit wurden von Schriftstellerinnen wie Olha Kobyljanska und Uljana Krawtschenko unterstützt, mit denen sie freundschaftlich verbunden war. Sie wurde, weil sie der Westukrainischen Volksrepublik die Treue schwor und wegen ihrer pro-ukrainischen Haltung während des Polnisch-Ukrainischen Kriegs acht Mal verhaftet. Außerdem wurde sie von ihrer Arbeitsstelle entlassen.
Ihre Sammlungen von Bühnenwerken, Geschichten, und Gedichten für Kinder wurden vom Verlag Swit dytyny (Die Welt eines Kindes) von 1920 bis 1937 in neun Büchern veröffentlicht. 1928 wurde sie von der Ukrainischen Sozialistischen Radikalen Partei als Abgeordnete für den Sejm nominiert. Die lokale polnische Presse begann, sie zu diffamieren. Es kam weiterhin zu Verhaftungen wegen angeblicher „Aufhetzung gegen die Behörden und Verspottung der polnischen Schulbildung.“ Ihre beiden Töchter starben an einer Vergiftung durch Schokolade, die ein Fremder ihnen auf der Straße geschenkt hatte. Nach deren Beerdigung bekam Blaschkewytsch eine Drohnachricht, in der sie aufgefordert wurde, mit der „Propaganda Ihrer Ukraine, die für immer gestorben ist“ aufzuhören. 1938 wurde sie mit Stöcken verprügelt. Einheimische fanden Blaschkewytsch bewusstlos in der Nähe eines Sumpfes. Sie brachten sie in ein Krankenhaus in Lwiw. Nach dreimonatiger Behandlung und mehreren Operationen kehrte sie in ihr Dorf zurück. Sie hatte bis an ihr Lebensende Schmerzen in den Händen.
Nach Beginn der Sowjetischen Besetzung Ostpolens wurde sie zur Abgeordneten der Volksversammlung der Westukraine gewählt. Nach 1939 beteiligte sie sich aktiv an der Organisation der Schule in Denyssiw und engagierte sich für kulturelle Veränderungen. Blaschkewytsch gründete 140 Kindergärten, Lesesäle für Analphabeten und Nähkurse für Mädchen. Weiterhin schrieb sie literarische und ethnographische Artikel, die in Zeitschriften und literarischen Anthologien veröffentlicht wurden. Von 1958 bis 1977 veröffentlichte sie drei weitere Bücher. 1963 wurde sie Mitglied des Schriftstellerverbands der Ukraine. 1967 wurde auf Blaschkewytschs Initiative ein regionales Geschichtsmuseum in Denyssiw gegründet, das 1993 verstaatlicht wurde. Bis zu ihren letzten Lebenstagen war sie im literarischen Bereich tätig: Sie schrieb Memoiren über ihre Treffen mit Schriftstellerinnen und Schriftstellern und weitere Gedichte für Kinder. Zwei weitere Sammlungen ihrer Werke wurden 1986 und 1993 veröffentlicht.
1993 wurde vom Regionalpresseamt Ternopil ein nach Blaschkewytsch benannter Literatur- und Kunstpreis für Werke für Kinder gestiftet.